# 장윤석 (기업인)
장윤석(1978년~)은 대한민국의 기업인이다. 피키캐스트와 식스클릭의 설립자이다. 2000년대 초 이동통신 부가 서비스 솔루션 개발 벤처기업 설립하고 2011년 교육용 콘텐츠 제작과 플랫폼 개발 사업에 진출했다. 2013년 7월 피키캐스트를 법인으로 설립하고 자체 플랫폼과 애플리케이션을 출시했다.